# إدموند ماكدونالد
إدموند ماكدونالد (بالإنجليزية: Edmund MacDonald)‏ هو ممثل أمريكي، ولد في 7 مايو 1908 في الولايات المتحدة، وتوفي في 2 سبتمبر 1951.

## وصلات خارجية
- إدموند ماكدونالد على موقع IMDb (الإنجليزية)
- إدموند ماكدونالد على موقع قاعدة بيانات برودواي على الإنترنت (الإنجليزية)
- إدموند ماكدونالد على موقع قاعدة بيانات الفيلم (الإنجليزية)